# Shell Express

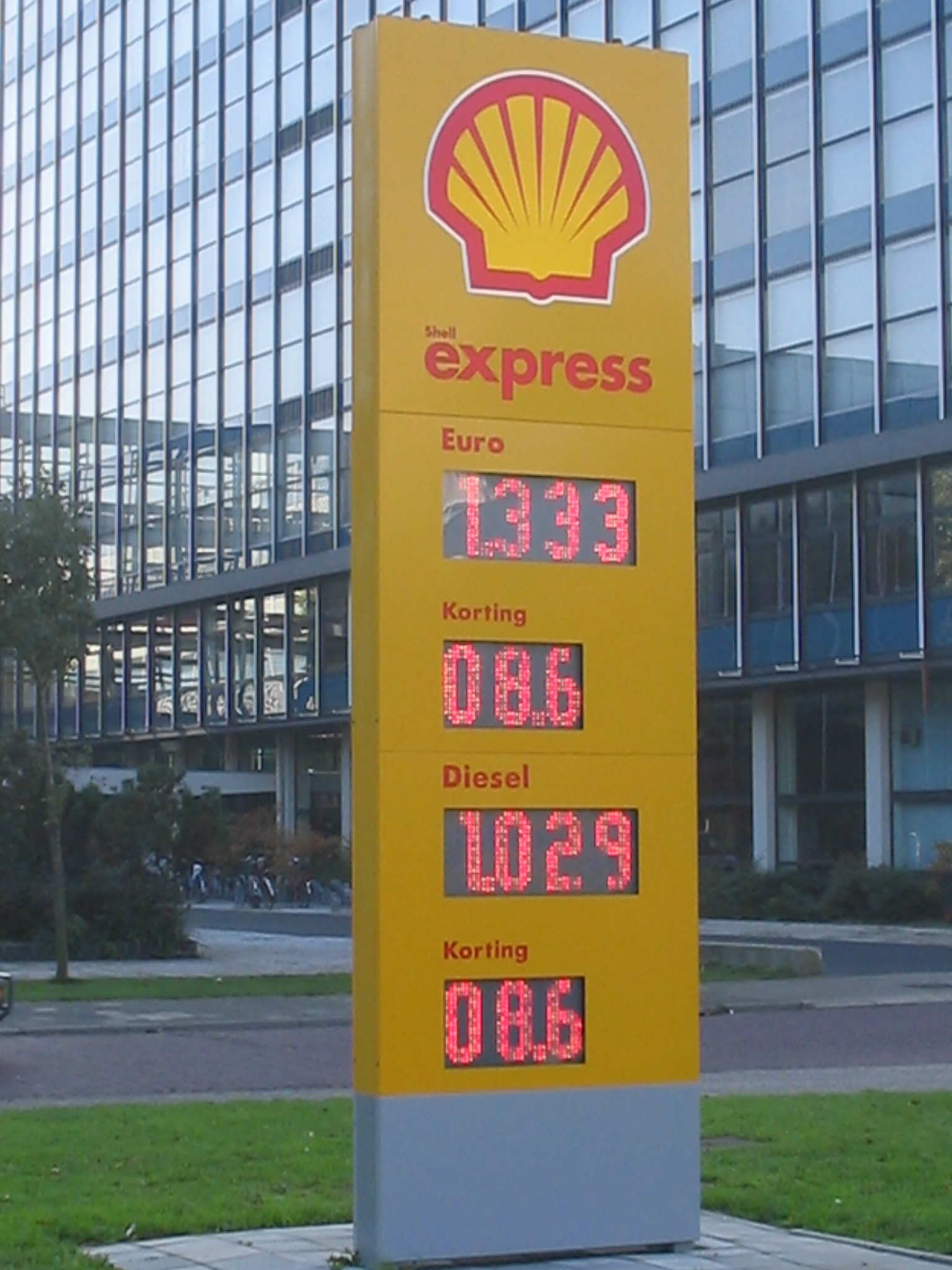
Shell Express in Delft

Shell Express is de merknaam voor de onbemande tankstations van Shell.
Per 16 november 2004 is TinQ overgedragen aan Gulf, waardoor er 22 stations werden overgedragen aan Shell.
In Nederland zijn er sinds april 2017 70 Shell Express tankstations.
Agip (Eni) · Aral · Argos Oil · AVIA · BP · Esso · Gulf Oil · IQ-Diskont · JET · LUKoil · MOL · OCTA+ · OK Nederland · OMV · Orlen · Q8 · Repsol · Shell · Statoil · Tamoil · Texaco · Total

Onbemande tankstations in België en Nederland: AVIA Xpress · amiGo · DATS 24 · Esso Express · Firezone · OK Express · Q8 Easy · Shell Express · Tamoil Express · Tango · Tinq · Total Express